# Isabelle Grellier
Pour les articles homonymes, voir Grellier.
Isabelle Grellier, née Isabelle Bonnal le 15 février 1954 à Dakar (Sénégal), est une théologienne protestante française, professeure de théologie pratique à la Faculté de théologie protestante de Strasbourg.

## Biographie
Elle commence sa formation par des études de mathématiques et sciences humaines et de sciences économiques avant de faire de la théologie à Paris puis à Strasbourg. Elle obtient son doctorat de théologie en 1988 sous le titre Les Centres protestants de rencontre : une tentative d'adaptation des paroisses à une société laïcisée et l'habilitation à diriger des recherches en 1997.
Deux ans professeur de mathématiques au Cameroun, elle est nommée pasteur de l'Église réformée de France à Nancy en 1987, puis maître de conférences l'année suivante, à la faculté de théologie protestante de l'université Marc-Bloch. Directrice, depuis 1998, du centre de formation théologique et diaconale, elle est également présidente de 1998 à 2001 de la Société internationale de théologie pratique. Elle est professeur en théologie pratique à la faculté de théologie protestante de l'université de Strasbourg.
Parmi ses champs de recherche, souvent à la croisée entre théologie et sciences humaines, figurent en particulier des questions touchant à l'organisation des églises, l'action diaconale, la ritualité, l’accompagnement pastoral et la conjugalité.

## Sélection de publications
- Action sociale et reconnaissance, Pour une théologie diaconale, Strasbourg, Oberlin, 2003, 208 p.  (ISBN 2-85369-241-8)
- « L'écart, lieu et chance pour la théologie pratique », in Laval théologique et philosophique (LTP), volume 60, no 2, juin 2004, p. 269-281
- Comprendre et s'engager (co-direction avec Fritz Lienhard), Lyon-Strasbourg, Olivétan-Oberlin, 2005, 208 p.  (ISBN 2-915245-27-4) (dont « De la sécurité à la solidarité, regards bibliques », p. 119-131 ; « Pour lier la gerbe », p. 195-207)
- Habiter la ville, attention chantier ! L'Église dans la cité, (co-direction avec Patricia Rohner-Hégé), Lyon, Olivétan, 2005, 238 p.  (ISBN 9782915245363) (dont « Introduction », p. 13-16, avec P. Rohner-Hégé ; la 2e partie, « Fondations », p. 53-91 ; la 4e partie, « Architectures », p. 171-231)
- « Sacrements et ritualité en protestantisme », in Élisabeth Parmentier (dir.), La théologie pratique, analyses et prospectives, Strasbourg, PUS, 2008,  (ISBN 978-2-86820-363-2), p. 207-226
- « La diaconie, entre problématiques théologiques et problématiques sociales », idem, p. 269-295
- Églises aux marges, Église en marche. Vers de nouvelles modalités d’Église, (co-direction avec Alain Roy), Strasbourg, Association des Publications de la Faculté de Théologie protestante (Travaux de la Faculté de Théologie protestante no 15), 2011, 211 p.  (ISBN 978-2-9538635-0-5)
- « La pensée holistique d’Annick de Souzenelle », in Élisabeth Parmentier, Alain Roy (dir.), Croire hors les murs. Expériences du croire chrétien d’aujourd’hui, Berlin, Lit, 2014, p. 149-175  (ISBN 978-3-643-12625-2)
- Attentes religieuses dans le protestantisme en France et en Allemagne. Observations pastorales, (co-direction avec Fritz Lienhard), Münster, Lit, 2017, 307 p.  (ISBN 978-3643907592) (dont « Une approche pastorale », p. 279-297)
- Les Églises face aux évolutions contemporaines de la conjugalité, (co-direction avec Alain Roy et Anne-Laure Zwilling), Strasbourg, Association des publications de la Faculté de théologie protestante, 2018, 254 p. (dont « Les Églises protestantes françaises face aux évolutions de la conjugalité : quand la réalité interpelle la théologie », p. 125-150 ; « Conclusion », p. 231-251)  (ISBN 9782953863529)